# 贡宁根
贡宁根是德国巴登-符腾堡州的一个市镇。总面积5.44平方公里，总人口716人，其中男性363人，女性353人（2011年12月31日），人口密度132人/平方公里。